# Armata
L'Armata, en rus Армата, és un prototip de plataforma comuna per a vehicles blindats de combat pesants d'origen rus. Aquesta plataforma fins ara serveix de base pel tanc Armata T-14, que substituirà els T-72 i T-90, però també és el xassís del vehicle de combat d'infanteria T-15 i de l'obús autopropulsat 2S35 i se'n preveuen altres usos.
Aquesta base, que pesa unes 50 tones, subministrarà les divisions de tancs de l'exèrcit rus. Per altra banda, per a la infanteria mecanitzada, es faran servir els xassís més lleugers Kurganets-25 o Boomerang.
Aquesta plataforma de combat està desenvolupada, amb màxim secretisme, des del 2009 per l'empresa estatal Uralvagonzavod, a Nijni Taguil. S'espera que entrin en servei i comenci la seva producció en sèrie a finals del 2015 i el 2020 Rússia estima tenir-ne 2.300 unitats en actiu.